# Minimyror i Kenya
Minimyror i Kenya var ett TV-program av SVT.
Sveriges Television producerade under åren[när?] en del korta program (som en fortsättning på Myror i brallan) som gått under namnet Minimyror. Under 2008 sändes Minimyror i Kenya (15 episoder runt 7 minuter vardera) där programledaren från Myror i Brallan (2005-2007), Julia Messelt, besökte Kenya och spanade på djur som elefanter, lejon, giraffer, zebror, gnuer m.m. Programmet riktade sig till de allra minsta och var ett betraktande och nyfiket naturprogram som haft höga tittarsiffror.